# Erioptera (Meterioptera) quadripilata
Erioptera (Meterioptera) quadripilata is een tweevleugelige uit de familie steltmuggen (Limoniidae). De soort komt voor in het Afrotropisch gebied.